# Lesko
Lesko é um município da Polônia, na voivodia da Subcarpácia e no condado de Lesko. Estende-se por uma área de 15,33 km², com 5 532 habitantes, segundo os censos de 2017, com uma densidade de 360,9 hab/km².